# Десант на косу Тузла
Десант на косу Тузла відбувався з 6 по 9 жовтня 1943 року, радянські десантники висадилися на косу Тузла у Керченській протоці, здійснений силами радянського Чорноморського флоту, є частиною Новоросійсько-Таманської операції.

## Передуючі обставини
Станом до 5 — 6 жовтня 1943 року частини Північно-Кавказького фронту (командував генерал Іван Петров) закінчили вигнання нацистських сил — 17-ї армії (керував генерал інженерних військ Ервін Єнеке) з Таманського півострова. Німецьке керівництво займається відведенням підрозділів з Таманського півострова до Криму, частина з них скупчилася на косі Тузла, яку противник намагався лишити під своїм контролем. Панування над косою надавало можливість повністю контролювати Керченську протоку та унеможливлювало радянське десантування в Крим на цьому найзручнішому відтинку, у червоноармійців також не було змоги використовувати порти Тамань та Темрюк. Низовинна коса була добре укріпленою, там знаходилися артилерія й міномети, гарнізон у понад 500 вояків, була наявною артилерійська підтримка з кримського берега.

## Перебіг десантування та боїв
У ніч на 6 жовтня на східній частині коси з катерів та мотоботів Чорноморського флоту був висаджений десант — 144-й батальйон 83-ї бригади морської піхоти з однією 76-мм гарматою, батальйоном керував лейтенант С. П. Ніколаєв, десантний загін до місця висадки проводив старший військовий лоцман С. Д. Майтоп. Відразу по висадженні десантники були виявлені, зустрінуті щільним вогнем та заблоковані на березі; морські десантники окопуються в піску та відбивають нацистські атаки, намагаючись здійснювати контратаки, бої прийняли властивість затяжних. Протягом кількох годин в запеклих намаганнях десанту розгорнути наступ з 4-х загинуло три командири рот, заступник командира батальйону та два командири взводів.
Вбачаючи надзвичайно складне становище десантованих, вдень 6 жовтня на зайнятий плацдарм висаджується підмога — рота розвідки, з ними прибув і командир 83-ї бригади підполковник Ф. Д. Овчинников, він наказує припинити атаки та підготувати довезення підкріплень.
У ніч на 7 жовтня до десанту приєднуються ще 2 батальйони — 305-й морської піхоти (майор Е. І. Тхор), 16-й окремий морської піхоти (командир — М. І. Зиков), 6 гармат артилерійської батареї та кілька мінометів, чисельність десанту доведена до 742 чоловік, що створювало перевагу над противником. Окрім того, на Таманському березі Керченської протоки розгортаються кілька артилерійських й зенітних батарей, окрім того, організовується винищувальне прикриття проти надзвичайно активно діючої німецької авіації.
На світанку 7 жовтня бої поновлюються, морські піхотинці рухаються шерегами, в яких були гармати, що вели вогонь прямим наведенням, в наступі десантниким цього дня та 8 жовтня допомагала штурмова авіація Чорноморського флоту; відбувалося повільне витіснення німецьких сил на західну частину коси. Флангові удари та обходи були унеможливлені малою шириною коси та відсутністю природних укриттів; протягом усієї операції німецька операція, прориваючись через загороджувальний вогонь, завдавала ударів по десантниках. Відбувався обопільний артилерійський обстріл коси з обидвох боків Керченської протоки.
8 жовтня катери Чорноморського флоту вивезли з Тузли 26 поранених.
До 9 жовтня коса Тузла та коса Чушка були зайняті радянським десантом, більшість німецького гарнізону загинула в боях та при обстрілах. Радянські сили втратили над половину особового складу вбитими та пораненими. Того ж дня на косу було доставлено 190 бійців поповнення та вивезено 72 поранених.
Після захоплення коси на ній негайно розгортається артилерійське угрупування, котре в подальшому відіграло важливу роль при подоланні Керченської протоки листопадом 1943 року — Керченсько-Ельтигенська десантна операція, та утриманні Керченського плацдарму до квітня 1944.
В боях за Тузлу радянські військові захопили 2 гармати, 15 станкових кулеметів, до 150 автоматів.
Протягом 6-7 жовтня були потоплені 2 радянські десантні боти, третій був потоплений 10 жовтня вогнем німецької артилерії з кримського берега.